# Szoraja iráni királyné
Szoraja (Iszfahán, 1932. június 22. – Párizs, 2001. október 25.). Teljes neve: Szoraja Eszfándijári(-Bahtijári), perzsául: ثریا اسفندیاری بختیاری [soræˈjːɔː esfændijɔːˈriː bæxtijɔːˈriː]. Iráni (perzsa) királyné. Mohammad Reza Pahlavi perzsa sah (császár) második felesége királynéi rangban. Keresztény vallású volt, amit politikai okokból eltitkoltak a sahhal való házasságkötésekor.
Szoraja az apja révén az iráni Bahtijári törzs előkelő származású tagja, az anyja ágán pedig egy Oroszországban letelepedett német származású család sarja, de az anyai rokonai az októberi forradalom után 1917-ben Németországba menekültek. Származása révén Szoraja tökéletesen beszélt perzsául és németül, és jól boldogult az orosz nyelvvel is.
Élete első tíz hónapját még Iránban töltötte, majd édesanyjával a Szovjetunión keresztül Németországba utazott anyja szüleihez, 1933 májusában. Először Berlinben, a nagyszüleinél lakott, majd 1937-ben visszatértek Iránba.
1948-ban lovasbaleset érte, erős alhasi fájdalmaktól szenvedett, és emiatt nyolc napig kórházban feküdt. Ez későbbi életére is kihatással volt, mert ettől kezdve aggódott amiatt, hogy nem lehet gyermeke. Ebben az időben a korábbi uralkodóház, a Kádzsár-dinasztia egy tagja is feleségül kérte. 1950-ben Londonba ment egy nagynénjéhez, angol nyelvtudását tökéletesíteni. Itt talált rá a sah legidősebb édestestvére, Samsz Pahlavi iráni hercegnő, aki menyasszonynézőbe utazott ide. Az elvált, de még fiúutódot nélkülöző sah édesanyjának, az iráni anyacsászárnénak Szoraja egy másik, az udvarba bejáratos nagynénje megmutatta feltűnően szép unokahúga fényképét, ami így a sah kezébe is eljutott, akinek felkeltette az érdeklődését a 18 éves, különleges szép ifjú hölgy. A Bahtijári törzsből való menyasszonyválasztást személyes okok, valamint a menyasszony szépsége mellett politikai okok is ösztönözték, hiszen Mohammed Reza sah az apjával ellentétben mérsékeltebb politikát folytatott, így a törzsekkel való megbékélést szorgalmazta. Ugyanakkor „elterelő hadművelet” is volt Ali Razmára miniszterelnökkel szemben, akivel a sah szeretett volna leszámolni. Az esküvőt. 1951. február 12-én tartották meg, és Szoraja azt a cobolyprémes bundát hordta, amelyet Sztálin ajándékozott neki erre az alkalomra.
A házasságkötés után közvetlenül két esemény vetett árnyékot az idillinek beharangozott házasságra. Az egyik volt az Ernest Perron-ügy. Ernest Perron a sah közeli barátja és nyíltan homoszexuális volt. Szoraja eltávolíttatta férje mellől az addig elválaszthatatlan barátját, a sah pedig erre válaszul száműzte az udvarból Szoraja bizalmas nagynénjét, Forough Zafart azzal az ürüggyel, hogy kémkedik.
A család és főleg a sah anyja kezdettől fogva ellenséges volt Szorajával, és meddősége még inkább elhidegítette a kapcsolatukat. Végül 1958-ban kimondták a válást.
Ezután Európában telepedett le, és többnyire az NSZK, Olaszország, Svájc, Spanyolország és Franciaország között osztotta meg otthonát, és belevetette magát a társasági életbe, valamint az éjszakai szórakozásokba. Időnként az USA-ban is megfordult hosszabb-rövidebb időre. Szoraja kipróbálta magát a filmművészetben is színésznőként, de az egyetlen film, amelyet forgatott, csúfosan megbukott.
69 évesen párizsi lakásán érte a halál 2001. október 25-én csütörtökön. Hivatalosan természetes halált állapítottak meg, gutaütés szerepelt halála okaként, de nem boncolták fel. Öngyilkosság és gyilkosság is felmerült gyanúként, de ezeket sohasem vizsgálták.

## Származása

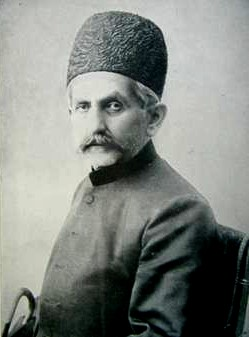
Szardar Asszad, Szoraja apai nagyapja 1909-ben

Apja, Halil Eszfandijári-Bahtijári (1901–1983) az iráni Bahtijári törzs előkelő származású tagja, Irán bonni nagykövete volt 1952–1961 között. Szoraja apai nagyapja, Szardar Asszad Bahtijári (1856–1917) lovas hadsereggel rendelkezett és olajmező birtokosa volt. Reza Pahlavi iráni sah, aki letörte a törzsi vezetők befolyását, rátette a kezét a törzs jövedelmeire és nevetséges összeget kínált az olajmezőkért, amit nem fogadtak el, ezért többüket bebörtönözték, Halil bátyját a sah halálra is ítélte. Apjának kilenc testvére volt.
Anyja, Eva Karl (1906–1994) Oroszországban letelepedett német származású család tagja, aki Moszkvában született. Szoraja anyai nagyapja, Franz Karl már Szentpéterváron látta meg a napvilágot, de az ő apja türingiai hajótulajdonos volt, aki II. Sándor orosz cár felkérésére 1860-ban az orosz hajógyártás fellendítése ürügyén ment Oroszországba. Az első világháború idején a Karl családot német származása miatt Szibériába internálták, ahonnan az októberi forradalom után 1917-ben Németországba menekültek.
Származása révén Szoraja tökéletesen beszélt perzsául és németül, és jól boldogult az orosz nyelvvel is. Szoraja szülei egy estélyen ismerkedtek meg Berlinben, ahol apja közgazdásznak tanult az egyetemen. 1926-ban házasodtak össze és két évvel később, 1928-ban Iránban telepedtek le. Itt született meg Iszfahán városában hat évi házasság után első gyermekük, Szoraja.

## Élete

### Gyermekkora
Élete első tíz hónapját még Iránban töltötte, majd édesanyjával a Szovjetunión keresztül Németországba utazott anyja szüleihez, 1933 májusában. Először Berlinben, a nagyszüleinél lakott, majd szeptemberben apja is csatlakozott hozzájuk. Ekkor egy négyszobás lakásba költöztek. Miután egyrészt Irán megtiltotta a külföldi valuta kivitelét az országból, így apja nem tudott hozzájutni a birtoka jövedelmeihez, másrészt Adolf Hitler hatalomra jutása is megnehezítette a család életkörülményeit, 1937-ben visszatértek Iránba – ismét anyja szülőhazáján keresztül –, ahol ekkor született meg öccse, az egyetlen testvére, Bizsán Eszfándijári (1937–2001), aki szőke és kék szemű volt.
Szoraja, apja kedvenceként, fiús lány volt, szeretett fára mászni. Perzsa és német órákat is vett Iszfahánban, ahol a némettanára Elli Mentel volt, aki sok német honfitársával szemben Irán 1941-es közös szovjet–brit megszállásakor sem hagyta el a perzsa államot, bár a németeket ez időben kémeknek tartották és többségükben kiutasították az országból. Természetesen anyját védte a házassága is. Az iszfaháni német templomot is bezárták, így ezután az angol templomba járt, ami viszont jó hatással volt az angol tudására. 1944-ben angol misszionárius iskolába íratták be, perzsa kultúrára pedig Pákraván mester oktatta. Szoraja jó eszű kislány volt, így már 14 évesen záróvizsgát tehetett. 1947-ben Svájcban folytatta tanulmányait, ahol francia nyelvtudását tökéletesíthette.
1948-ban lovasbaleset érte, erős alhasi fájdalmaktól szenvedett és emiatt nyolc napig kórházban feküdt. Ez későbbi életére is kihatással volt, mert ettől kezdve aggódott amiatt, hogy nem lehet gyermeke. Ebben az időben a korábbi uralkodóház, a Kádzsár-dinasztia egy tagja is feleségül kérte. 1950-ben Londonba ment egy nagynénjéhez az angol nyelvtudását tökéletesíteni. Itt talált rá a sah legidősebb édestestvére, Samsz Pahlavi iráni hercegnő, aki menyasszonynézőbe utazott ide. A két éve már elvált, de még fiúutódot nélkülöző sah édesanyjának, az iráni anyacsászárnénak Szoraja egy másik, az udvarba bejáratos nagynénje megmutatta a feltűnően szép unokahúga fényképét, ami így a sah kezébe is eljutott, akinek felkeltette az érdeklődését a 18 éves, különösen szép ifjú hölgy és nővérét kérte meg, hogy újabb képeket küldjenek a részére, valamint hogy „becserkéssze” az arajelöltet. Szoraját így meghívták a londoni iráni nagykövetség egy fogadására. Ezután Samsz hercegnő magával hívta Párizsba, miközben a fiatal lányt „tesztelte”, hogy megfelelő feleség válhat-e belőle öccse számára.

### Házassága
1950. október 8-án a hercegnővel és apjával, aki Rómában csatlakozott hozzájuk, megérkeztek Teheránba. Alighogy megérkeztek, egy telefonhívás fogadta a palotából, hogy az anyakirályné várja vacsorára. Természetesen a sah is megjelent ott. Az apja épp hogy csak hazavitte lányát, máris azt az utasítást kapja, hogy még az éjszaka térjen vissza a palotába Szoraja válaszával, hogy hozzámegy-e a sahhoz. Miután igent mondott, október 11-én már meg is tartották az eljegyzést a palotában és az esküvőt december 27-ére tűzték ki. A Bahtijári törzsből való menyasszonyválasztást személyes okok és a menyasszony szépsége mellett politikai okok is ösztönözték, hiszen Mohammed Reza sah apjával ellentétben mérsékeltebb politikát folytatott, így a törzsekkel való megbékélést szorgalmazta. Ugyanakkor „elterelő hadművelet” is volt az angolokkal titokban folyó, az 1933-as olajkitermeléssel kapcsolatos megállapodások újrafogalmazásának tárgyalásáról, melyet az uralkodó népszerűségének növelésére használtak fel Ali Razmára miniszterelnökkel (1901–1951) szemben, akivel a sah szeretett volna leszámolni, ezért is érte kellemetlenül menyasszonya hirtelen megbetegedése, aki hastífuszt kapott. Az esküvőt így kénytelenek voltak elhalasztani, végül csak 1951. február 12-én tartották meg. Bár Szoraja még ekkor is alig állt a lábán, a perzsa vallási hagyományok szerint a perzsa újévet, a nouruzt követően három hónapig kerülendő volt a házasságkötés, a sah azonban addig nem várhatott. Éppen ezért az ifjú férj a Golesztán Palota termeibe nagy kályhákat állíttatott be és orvosa utasítására a menyasszony vastagon felöltözött, hogy a szertartást véghez lehessen vinni a sah akaratának megfelelően. Szoraja ekkor azt a cobolyprém bundát hordta, amit Sztálin ajándékozott neki erre az alkalomra.

### Ernest Perron
A házasságkötés után közvetlenül két esemény vetett árnyékot az idillinek beharangozott házasságra. Az egyik volt az Ernest Perron-ügy. Ernest Perron a sah közeli barátja volt, akivel a svájci Le Rosey internátusban ismerkedett meg, ahol a nála tíz évvel idősebb Perron a sah elválaszthatatlan társa lett. Perron nyíltan homoszexuális volt.
„Hosszas keresgélés után a svájci Rosey középiskola és a berni iráni nagykövetség segítségével Reza sah Ernest Perron mellett döntött, aki ellátogatott a Rosey kollégiumba. Feladata az volt, hogy összebarátkozzon a fiatal herceggel és bizalmába férkőzzön. Szükség esetén kötelessége volt megvédeni őt és mintegy titkárként szolgálni a herceget. Meglehetősen nehéz feladatot kapott. Az iskolaigazgatóval és dr. Naficy-val – a herceg személyes orvosával – együtt feleltek a trónörökös életéért. A négy év alatt, amíg a herceg Rosey-ban tanult, Ernest Perron egy szobában aludt vele és egy lépést sem tehettek egymás nélkül. Az európai normák szerint ez némileg furcsának tűnhet, de nem a keleti országokban, ahol Perron a következő tizenöt évet tölti majd. Igyekezetével kivívta az udvar tiszteletét. »Mindannyian valami szépet fedeztünk fel ebben a barátságban. És persze megnyugtató volt látni, hogy ez a férfi bármire kész lenne a barátjáért« – magyarázta Ashraf hercegnő. 1951. február 12-én ennek a barátságnak vetett véget a Sorayával kötött frigy. Ernest Perron szokásához híven a megszokott helyét foglalta el. »Beismerem, talán aznap este felhagyhatott volna ezzel a szokásával. Soraya néhány kedves szóval elintézhette volna, és akkor minden folytatódhatott volna a rendes kerékvágásban« –meséli Ashraf. De a fiatalasszony nem találta ezeket a kedves szavakat: Perronban, férje barátjában, talán féltékenységből az ellenséget látta. Mindenesetre meglehetősen durva jelenetet rendezett Perron és a sah előtt. Másnap pedig valami olyan történt, ami az egész udvart félelemmel töltötte el: Ernest Perron lebénult. Lábai nem viselték el többé a terhet. Az orvosok semmiféle szervi elváltozást nem találtak. Bénulását a fiatalember végletes érzékenységével magyarázták. Ettől a pillanattól lehetetlen volt, hogy a két rivális egy tető alatt éljen. Kettejük számára nem volt elég nagy a palota. A sah édesanyja fogadta magához a lebénult férfit. Soraya olyannyira messzire ment a gyűlölködésben, hogy sikerült elérnie Perron kegyvesztettségét a sahnál is, aki mindennél jobban szerette a fiatalasszonyt. Mit is mond erről Soraya az emlékirataiban? »Amennyire sikerült kipuhatolnom – írja –, eredetileg kertész vagy inas volt.« Ám Perron tehetős, nagypolgári családból származott. Genfben járt egyetemre, nagyon művelt és szellemes férfi volt. Soraya így folytatja: »Nem sokkal Teheránba érkezésem előtt Perron titokzatos balesetet szenvedett. Egyik lába örökre béna maradt. Sokan azt gondolták, valaki megmérgezhette. Ezt a titkot magával vitte a sírjába.« »Az igazság az, hogy Perron nem volt beteg Szoraja megérkezése előtt. Van is egy fényképem, ahol Szoraja szüleivel, testvérével, fivéreimmel és húgaimmal látható. Ez a kép 1951. február 11-én készült. Ezen a napon még nyoma sem volt bénulásnak.« – mondja Ashraf.”
A sah erre válaszul száműzte az udvarból Szoraja bizalmas nagynénjét, Forough Zafart, aki az esküvő körül is bábáskodott, azzal az ürüggyel, hogy kémkedik.

### Császárné és királyné
A pár a Kaszpi-tenger mellett töltötte a mézesheteit. Március 4-én tértek vissza Teheránba. Március 7-én reggelizés közben kapták a hírt, hogy a miniszterelnököt, Razmarát meggyilkolták, akit azzal a nem túl jelentős hivatalos feladattal bíztak meg, hogy vegyen részt az egyik mecsetben egy megemlékezésen. Egy hónapos intervallum után 1951. április 30-án Mohammad Moszaddeg (1882–1967) lett a miniszterelnök. Megkezdődött Moszaddeg és a sah több, mint két évig tartó kötélhúzása. A válságos belpolitikai helyzetben végül a sah kénytelen volt száműzetésbe vonulni 1953. augusztus 16-ától 22-éig, ahova Szoraja is elkísérte. A sah már 1953. februárjában is el volt készülve a menekülésre, mikor Kásáni ajatollah a parlament elnöke felkereste a császárnét, de akkor még maradásra bírta őket és az utca akkor még a sah mellé állt, de a júliusi népszavazáson Moszaddeg győzelmet aratott. A császári pár egy sportrepülővel hagyta el Iránt 1953. augusztus 16-án, és repült át Irakba, majd onnan Rómába folytatták az útjukat. Itt érte őket a miniszterelnök bukása, a hadsereg a sah mellé állt. Ezen a politikai válságon sikerült úrrá lenniük, de a következő vihar akkor csapott le, mikor a sah öccse, egyetlen édestestvére, Ali Reza herceg (1922–1954) váratlanul repülőgép-szerencsétlenségben életét vesztette 1954-ben. Az egyetlen lehetséges trónörökös volt, hiszen a sah többi öccse nem örökölhetett, mivel a parlament kizárt minden Kádzsár-dinasztiabeli leszármazottat Reza Pahlavi trónra lépte után, a mostohaöccsei pedig Kádzsár-anyától származtak. Ali Reza fia, Ali Patrick (1944–) pedig azért, mert rangon aluli (a család és a parlament által nem szentesített) házasságból származott. Ez még inkább felnagyította a császári pár harmadik éve tartó gyermektelenségét. Mohammed Reza császárnak ugyan volt egy lánya a Fauzia királynéval kötött első házasságából, de a nők eleve ki voltak zárva a trónöröklésből, így a fiúutód megszületése mindennél sürgetőbb volt. Szoraja amerikai, svájci és szovjet klinikákon is kivizsgáltatta magát, de semmi szervi bajt nem találtak nála, ami lehetetlenné tenné a fogantatást és egy gyermek kihordását, mégsem jött a várva várt trónörökös. 1954-ben egy amerikai specialistánál jártak. Az orvos megerősítette: „»Semmi olyat nem találtunk, ami miatt Felségednek ne lehetne gyereke – felelte az orvos. – Csak türelmesnek kell lenni.« William Shawcross szerint Soraya végül bevallotta orvosának, hogy »éjjelente négyszer, délutánonként pedig kétszer szeretkeztek«.” Szoraja abban reménykedett, hogy mivel anyja is csak hat évi házasság után szülte őt, talán az ő esetében sem reménytelen dolog várni, de a hatodik év elteltével, 1957-ben sem történt változás, majd újabb vizsgálatok következtek, amelyek már nem sok reménnyel biztatták az iráni császárt. A család és főleg a sah anyja kezdettől fogva ellenséges volt Szorajával és meddősége még inkább elhidegítette a kapcsolatukat, így nem számíthatott semmilyen megértésre vagy együttérzésre a család részéről. A sah tanácsadói azt javasolták az uralkodónak, hogy vegyen maga mellé egy második feleséget, amit az iszlám törvények megengednek, ha az asszony meddő marad, de az európai kultúrát is magába szívó Szoraja ezt a megoldást nem tudta elfogadni és megaláztatásnak érezte. Végül hosszas huza-vona után, mikor minden kompromisszumos megoldás kudarcba fulladt, 1958-ban kimondták a válást.

### Válása
Szoraja a válással hercegnői címet és diplomata-útlevelet kapott. A sah anyagilag megfelelően kárpótolta. 1963-ban ő volt Irán negyedik legnagyobb földbirtokosa: 346 falut birtokolt, mely Svájc területének másfélszerese, teaültetvényei voltak és 15 háza Teheránban és Iszfahánban, egy iszfaháni villája és egy vadászkastélya, valamint 45 000 marhája, 12 000 birkája és 35 pakisztáni telivére. Kétmilliárd svájci frank készpénzt, egy diadémot, egy pár fülbevalót és két darab 25 karátos briliáns drágakövet is biztosított számára a volt férje. Iránban levő javait majdnem elvesztette, mert nem fizette ki utánuk az adót, de a sah megmentette, mivel kifizette az összes adóhátralékát, 14 millió riált.

### Hercegnőként
Ezután Európában telepedett le, és többnyire az NSZK, Olaszország, Svájc, Spanyolország és Franciaország között osztotta meg otthonát, és belevetette magát a társasági életbe és az éjszakai szórakozásokba. Időnként az USA-ban is megfordult hosszabb-rövidebb időre. Több udvarló is felbukkant az életében, komolyabb és kevésbé komoly is, de végül minden kapcsolata rejtélyes módon kudarcba fulladt. A sah a távoli Iránból is figyelemmel kísérte volt felesége életét és sokszor az ő kezét vélték felfedezni egy-egy udvarló tragikus halálában, hirtelen eltűnésében, bebörtönzésében, a házasságtól való gyors menekülésében. Egyik leghosszabb kapcsolatának Franco Indovina (1932–1972) olasz rendezővel annak tragikus repülőgép-szerencsétlenségben elszenvedett halála vetett véget, így nem csoda, ha az „elátkozott hercegnő” vagy a „végzet asszonya” jelzőket aggatták rá. Szoraja barátja révén olaszul is megtanult, hiszen sok időt töltött Olaszországban. Iránba sohasem tért vissza. Férjével sohasem találkozott többé. Annak kairói sírjához 1987-ben látogatott el egyiptomi útja során. A sah halálakor 40 millió dollárt örökölt. Az 1950-es években befektetett pénze havi 300 000 svájci frankos kamatot hozott. Élete végén 300 nm-es, a párizsi Foch sugárúton bérelt lakásában töltötte napjait televíziója és kutyái körében. Depressziós volt, sok alkoholt fogyasztott, erős dohányos volt és közben gyógyszereket szedett.

### Halála

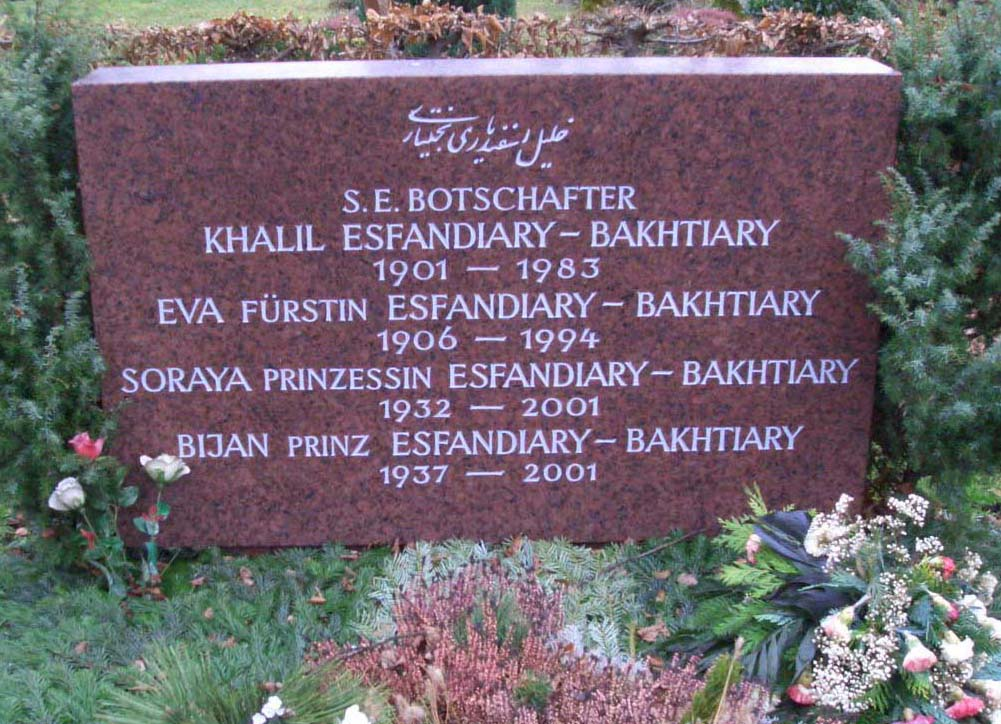
Az Eszfandijári család sírja Münchenben

69 évesen párizsi lakásában érte a halál 2001. október 25-én csütörtökön. Hivatalosan természetes halált állapítottak meg, gutaütés szerepelt halála okaként, de nem boncolták fel. Öngyilkosság és gyilkosság is felmerült gyanúként, de ezeket sohasem vizsgálták. Az viszont valóban gyanúra adhat okot az idegenkezűséggel kapcsolatban, hogy öccse és egyetlen örököse, Bizsán egy héttel később, november 2-án szívelégtelenségben halt meg a temetés intézésének közepette, így öccsével együtt temették el végül Münchenben. A párizsi búcsúztatáson Asraf hercegnő, a sah ikertestvére is részt vett. Öccsének, aki soha nem nősült meg, szintén nem voltak gyermekei, így az értékek értékesítésével megbízott közjegyzőnek fel kellett kutatni a lehetséges örökösöket, ami nem volt egyszerű feladat.
Ingóságait, lakása tárgyait több, mint 5 millió euróért értékesítették. Távoli rokonai Iránban eltűntek a forradalom viszontagságai közepette és német rokonai sem maradtak, így öröksége a német államra szállt.

## Filmművészet és kultúra
Szoraja kipróbálta magát a filmművészetben is színésznőként, de az egyetlen film, amelyet forgatott, csúfosan megbukott. Az Olaszországban forgatott filmben Dino De Laurentiis producerként vett részt, és Michelangelo Antonioni, Mauro Bolognini és Szoraja későbbi élettársa, Franco Indovina rendezte az egyes részeket, melynek olasz címe: I tre volti (Egy asszony három arca) volt. Bemutatója 1965-ben volt. Férfi partnere Richard Harris volt, miután többen is visszaléptek a szereptől, többek között Kirk Douglas és George Peppard, aki az Álom luxuskivitelben című filmben játszott együtt főszerepet Audrey Hepburnnel 1961-ben. 10 évvel később, 1975-ben a sah az összes kópiát felvásárolta. Szoraja saját példánya 2001-ben került kalapács alá.
2003-ban elkészítették olasz–német koprodukcióban a néhai császárné életét bemutató játékfilmet "Soraya" címmel, Anna Valle címszereplésével. A sah szerepét Erol Sander játszotta, Moszaddeg miniszterelnököt pedig Claude Brasseur alakította, aki a Házibuli című filmben Sophie Marceau apjaként szerepelt. Rendezője Lodovico Gasparini volt, aki a Rocca parancsnok és a Don Bosco tévéfilmeket is rendezte.
Pedro Almodóvar is feldolgozta a maga módján Szoraja alakját a kultfilmnek számító "A szenvedélyek labirintusa" című 1982-es filmjében, melyben Tiran császárának homoszexuális fia, Riza Nero apja elől menekülve az országából Madridba, szexuális kapcsolatba kerül a szintén homoszexuális iszlám terroristával, az Antonio Banderas alakította Sadec-kel, aki szerelmes lesz a trónörökösbe. A filmben feltűnik Tirán császárának elvált felesége, Toraya is, aki szerelmével üldözi a trónörököst és akit a Szoraja császárnéval majdnem napra pontosan egyidős Helga Liné (1932–) játszik.
Két ízben is megírta emlékiratait. 1963-ban Ma vie (Életem) címmel jelent meg a Plon kiadásában, majd 1991-ben átdolgozva újra kiadták Le Palais des Solitudes (Magányok palotája) címmel Michel Lafon kiadásában. Igazi bestseller lett.